# Alfred Klingel
Alfred Klingel (* 7. September 1951; † 4. Mai 2025 in Schmalenberg) war ein deutscher Gewerkschafter.

## Biographie
Klingel trat der SPD 1972 bei. Er war außerdem zeitweilig Mitglied des Ortsgemeinderats von Schmalenberg und des Verbandsgemeinderats von Waldfischbach-Burgalben sowie Landesvorsitzender der parteiinternen Arbeitsgemeinschaft für Arbeitnehmerfragen (AfA). 2010 war er Mitglied der 14. Bundesversammlung, bei der schließlich Christian Wulff zum Bundespräsidenten gewählt wurde.
Er war außerdem bis 2010 Betriebsratsvorsitzender beim in Kaiserslautern ansässigen Opel-Werk sowie zeitweilig im geschäftsführenden Betriebsausschuss tätig. 2009 spielte er dabei eine bedeutende Rolle bei der geplanten Streichung von Arbeitsplätzen im Zuge der damaligen Unternehmenskrise, die er verhinderte.

## Auszeichnungen
- 2010: Wirtschaftsmedaille des Landes Rheinland-Pfalz[9]